# Velešín
Velešín (en allemand : Weleschin) est une ville du district de Český Krumlov, dans la région de Bohême-du-Sud, en République tchèque. Sa population s'élevait à 3 866 habitants en 2024.

## Géographie
Velešín se trouve à 11 km à l'est-nord-est du centre de Český Krumlov, à 17 km au sud de České Budějovice et à 139 km au sud de Prague.
La commune est limitée par Dolní Třebonín au nord-ouest, par Římov au nord-est, par Svatý Jan nad Malší à l'est, par Netřebice et Zvíkov au sud, et par Zubčice et Mojné à l'ouest.

## Histoire
L'origine de la ville remonte au début du XIIIe siècle. Velešín a le statut de ville depuis le 1er février 1996.

## Administration
La commune se compose de cinq sections :
- Bor
- Holkov
- Chodeč
- Skřidla
- Velešín

## Galerie

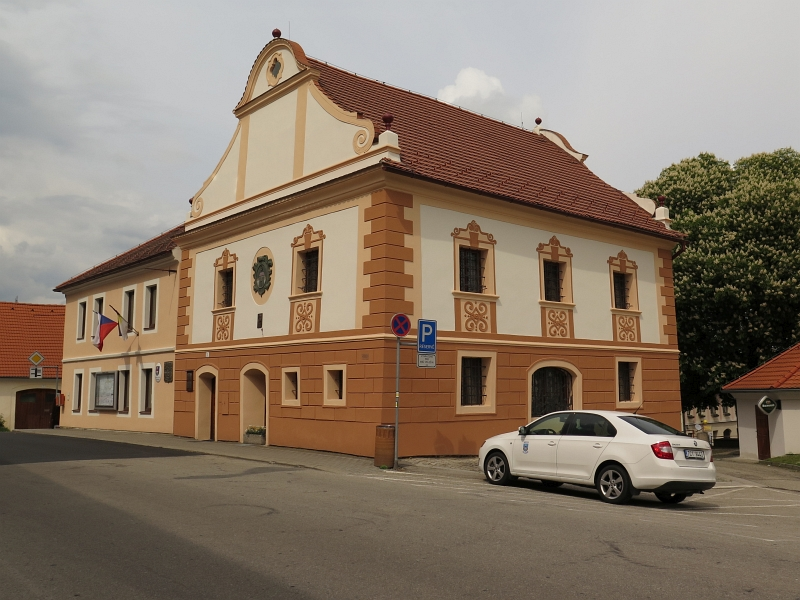
Hôtel de ville.
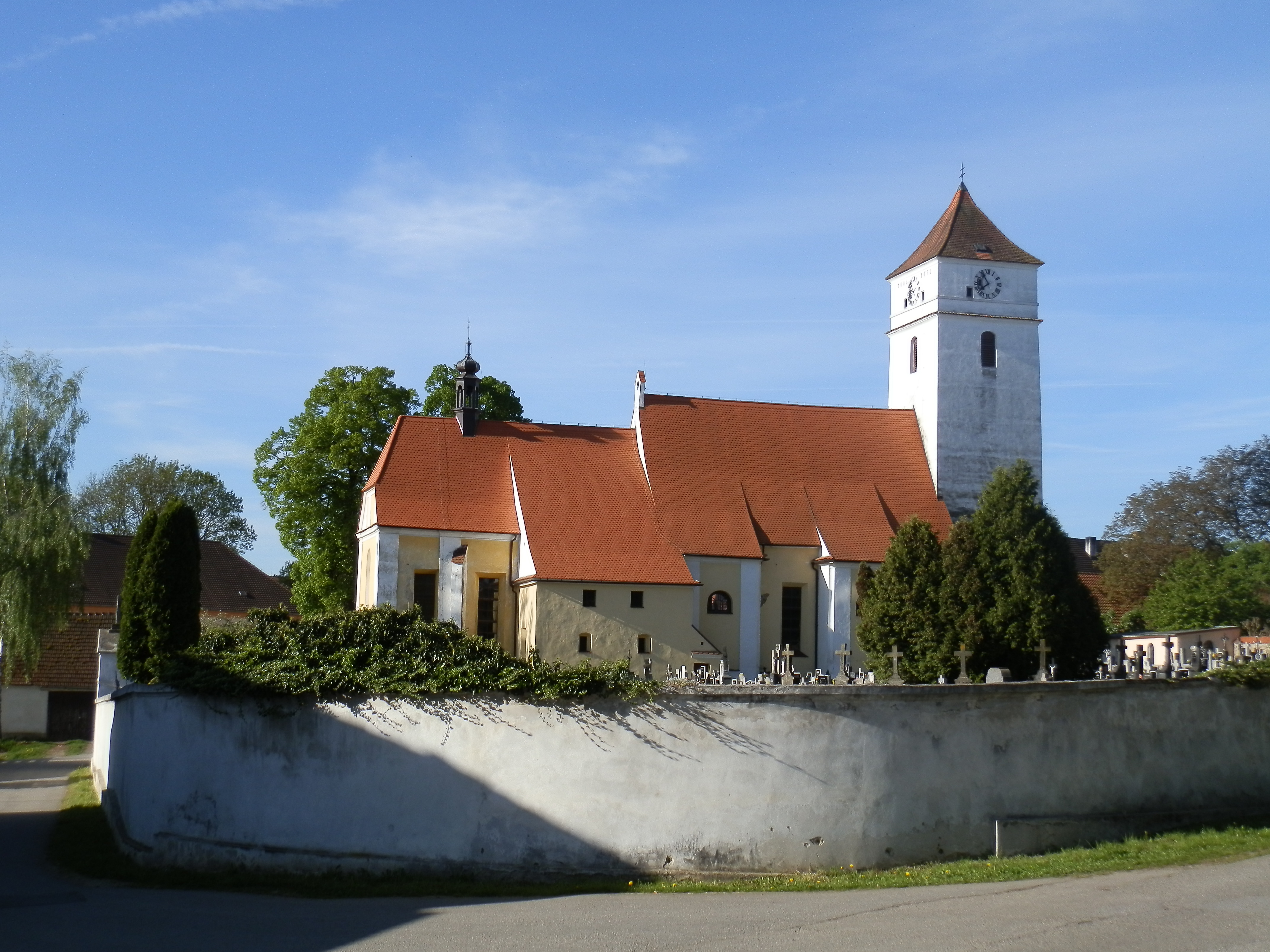
Église Saint-Venceslas.

## Transports
Par la route, Velešín se trouve à 21 km de Český Krumlov, à 21 km de České Budějovice et à 171 km de Prague.

## Personnalités
- Stanislav Kamarýt (1883-1956), espérantiste tchèque, est né à Velešín.